# Rogelio Rivel
Rogelio Andréu Lasserre, conocido como Rogelio Rivel, (Roubaix, 17 de diciembre de 1909- Barcelona, 28 de septiembre de 2001) fue un payaso, acróbata y docente español, perteneciente al clan Rivel. Recibió el Premio Nacional de Circo en 1993.

## Trayectoria
Lasserre nació en Roubaix, Francia, en 1909, hijo de los artistas de circo ambulante, Marie-Louise Lasserre, funambulista, y Pere Andreu, fue el pequeño de seis hermanos. Como su familia, se dedicó al mundo del circo y de las acrobacias. Aprendió de su padre y de su hermano mayor, Josep Andreu (Charlie Rivel). Debutó a los siete años con números de icarios dobles. Llegó a dominar diferentes especialidades y tenía una cualidad innata para la música que le permitió tocar, entre otros instrumentos, el saxofón, el xilófono, el violín, el clarinete, el acordeón, la guitarra o la mandolina.

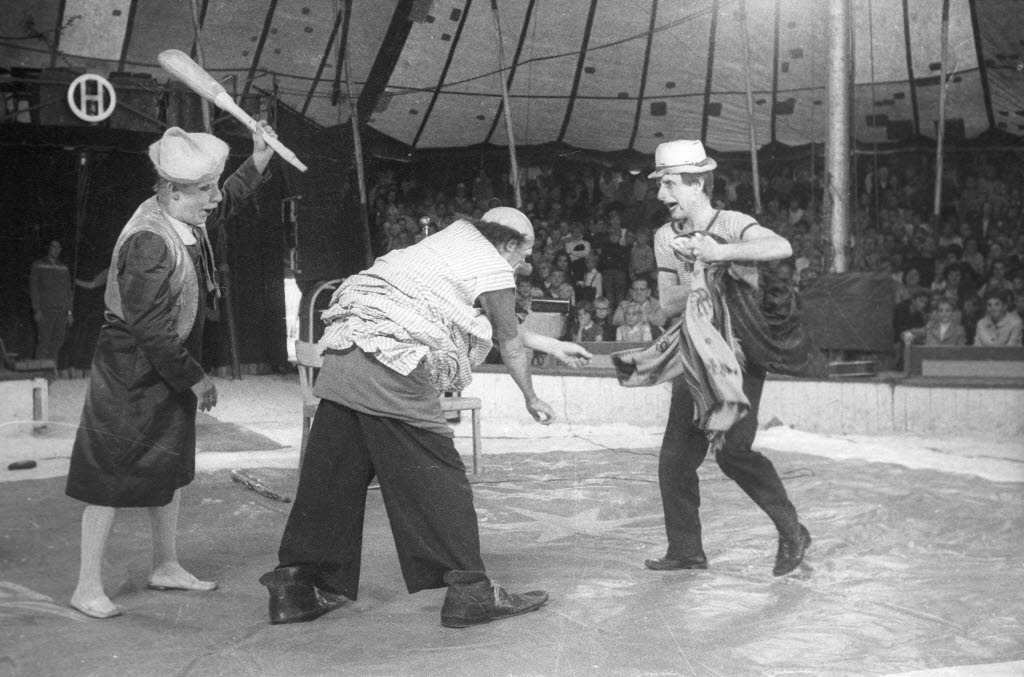
Trío de payasos Rivels, René Rivel, Celito Rivel y Rogelio Rivel

A mediados de la década de 1950, cuando su hermano mayor decidió montar su propio espectáculo, Rogelio formó con sus otros hermanos René y Celito, un trío de payasos y acróbatas, Los Andreu, cuyo número de clowns, Los tres Andreus Rivels, les hicieron famosos y tuvo mucho éxito durante varias décadas en las pistas de circo europeas y asiáticas, como las del antiguo Price de Madrid, el Krone, el Schumann o el Olympia. Al fallecer sus hermanos, comenzó su labor como docente, dando clases de payaso, acrobacia, equilibrio y trapecio, tanto en la Escuela de actores de Barcelona, como en la escuela de circo que creó en 1999.
En 1984, junto a Tomàs Vila Tomi actuó en la primera edición del Festival Internacional de Payasos de Cornellà que se creó en honor a su hermano Charlie Rivel. Ese mismo año, participó como invitado en el programa de televisión Ángel Casas Show, y en 1988, en Tal cual.
Participó, en 1988, junto a otros artistas de circo como su sobrina Paulina Andreu, Miss Mara o Pinito del Oro, en el I Congreso Internacional de Circo realizado en Madrid.
Rivel fue una de las principales figuras del circo en Cataluña y un pionero en compartir las técnicas circenses que ayudó en su época a muchos artistas y profesionales del circo. Fueron alumnos suyos artistas como Ramón Caroli, Tortell Poltrona, Elsa Moreno, Los Galindos o Antonio Fernández.
Se casó en 1947 y tuvo cuatro hijos. Falleció en 2001 de un paro cardíaco.

## Reconocimientos
Entre otros, recibió en 1961 el premio Elefante de Oro del Circo Nacional Suizo Knie y en las Olimpiadas del Circo de 1965, la Medalla de Oro de Circuitos Carcellé, otorgada por Juan Carcellé.
En 1993, Ministerio de Cultura de España otorgó a Rivel el Premio Nacional de Circo. En 1996, recibió el Premio de Honor FAD Sebastià Gasch, que reconoce la trayectoria de los artistas españoles por su innovador aporte al mundo del espectáculo y concede Fomento de las Artes y el Diseño (FAD).
El Centro de las Artes del Circo Rogelio Rivel con sede en Cataluña, recibe su nombre en honor la trayectoria docente de Rivel.
Al cumplirse los 20 años de su fallecimiento, en noviembre de 2021, se llevó a cabo un homenaje a Rivel en el Espai Jove Palau Alòs dentro de las actividades del Fòrum del Riure de Barcelona, con la proyección del documental El Señor Rogelio dirigido por Manolo Méndez y la participación de artistas de circo que le conocieron.